# Nancy Lethcoe
Nancy Lethcoe (n. 29 iunie 1940, Seattle, Washington, SUA) este o înotătoare americană, medaliată olimpică. A participat la o ediție a Jocurilor Olimpice (1956) în care a câștigat două medalii de argint.